# República soviética

Bandera usada particularmente por las república soviéticas.

Una república soviética (del ruso: Советская республика, Sovetskaya respublika) es una república en la que el gobierno está formado por sóviets (consejos de trabajadores) y la política se basa en la democracia soviética.
Aunque el término generalmente se asocia con las repúblicas de la Unión Soviética, no se usó inicialmente para representar la organización política de la Unión Soviética, sino simplemente una forma de democracia.
Hubo varios movimientos revolucionarios de trabajadores en varias áreas de Europa que declararon su independencia bajo el nombre de una república soviética inmediatamente después de la Primera Guerra Mundial.

## Ejemplos
Las primeras repúblicas soviéticas fueron gobiernos revolucionarios comunistas de corta duración que se establecieron en lo que había sido el Imperio ruso después de la Revolución de Octubre y bajo su influencia. Estos estados incluyeron algunos como la República Socialista Soviética de Lituania y la República Soviética Socialista de Letonia, que se independizaron de Rusia durante el período de la guerra civil. Otros, como la República Soviética de Ucrania y la República Socialista Soviética de Bielorrusia, más tarde se convirtieron en repúblicas de la Unión Soviética y ahora son estados independientes. Incluso otros, como la República Soviética de Kubán y la República Popular Soviética de Bujará, fueron absorbidos por otras entidades y ya no existen formalmente bajo esos nombres.
En la agitación que siguió a la Primera Guerra Mundial, el ejemplo ruso inspiró la formación de repúblicas soviéticas en otras áreas de Europa, incluyendo Hungría, Baviera, Eslovaquia y Bremen. Algunas repúblicas soviéticas aparecieron más tarde en China, más notablemente la República Soviética China (Jiangxi Soviet), durante las primeras etapas de la guerra civil. Aparte de estos casos, "república soviética" típicamente se refiere a las repúblicas administrativas de la Unión Soviética.

## Lista de repúblicas soviéticas

### Previas a la instauración de la URSS

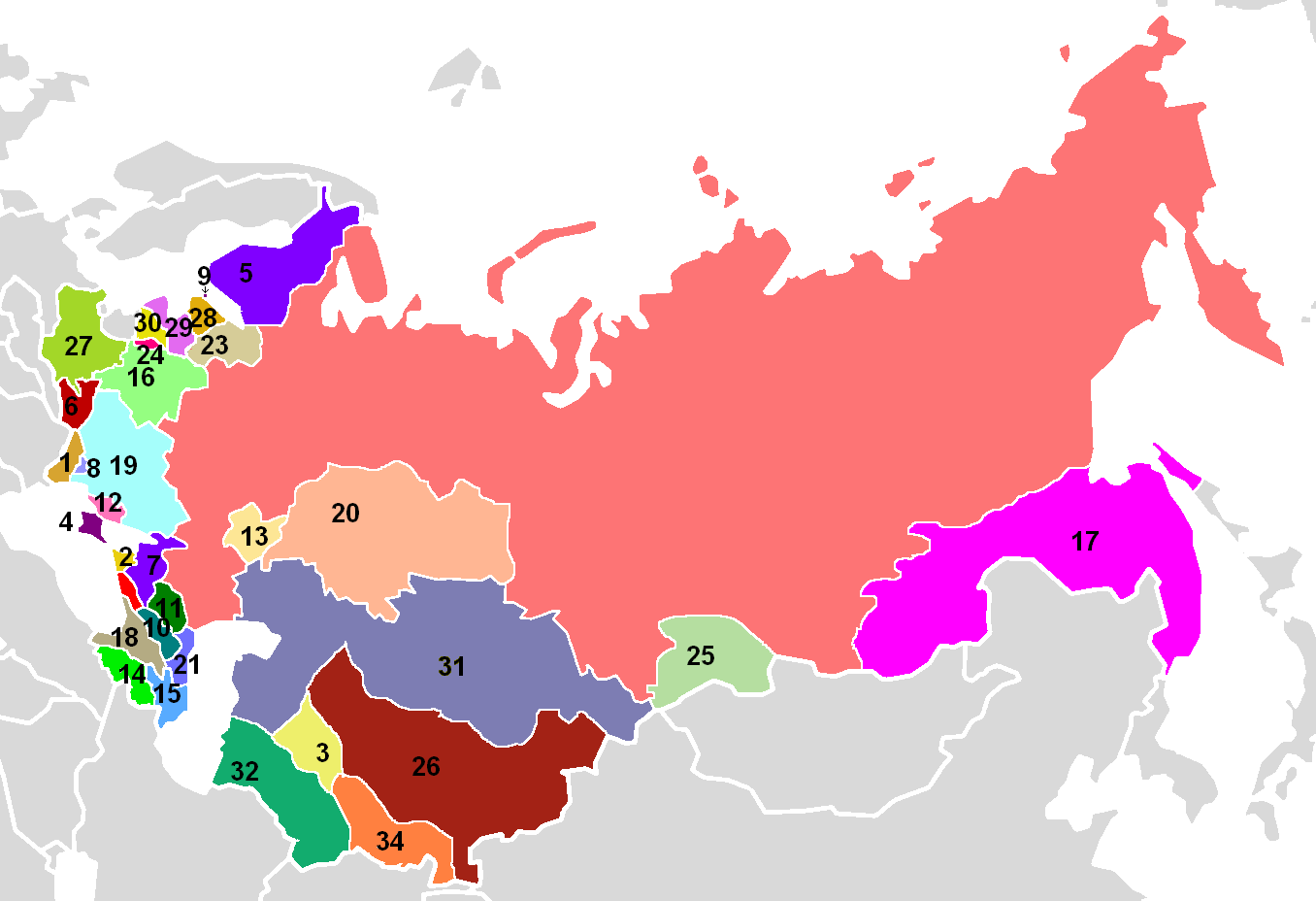
Mapa de los estados surgidos tras la desaparición del Imperio ruso.

- República Popular Ucraniana de los Sóviets, proclamada el 12 de diciembre de 1917 en la ciudad de Járkov.
- República Soviética de Naissaar, del 25 de diciembre de 1917 al 26 de febrero de 1918.
- República Soviética de Odesa, en Besarabia y Jersón, del 18 de enero al 13 de marzo de 1918.
- República Soviética Socialista de Táurida, en Crimea, del 19 de marzo al 30 de abril de 1918.
- República Soviética de Ucrania, del 19 de marzo a abril de 1918.
- República Soviética del Don, del 23 de marzo al 8 de mayo de 1918.
- República Socialista Soviética Bielorrusa, del 4 de enero al 27 de febrero de 1919.
- República Socialista Soviética Lituano-Bielorrusa, del 27 de febrero al 17 de julio de 1919.
- República Soviética del Mar Negro, de marzo a mayo de 1918.
- República Soviética de Kubán, del 13 de abril al 30 de mayo de 1918.
- República Soviética del mar Negro y Kubán, del 30 de mayo al 6 de julio de 1918.
- República Soviética de Stávropol, del 14 de enero al 7 de julio de 1918.
- República Soviética de Térek, del 16 de marzo al 7 de julio de 1918.
- República Soviética del Norte del Cáucaso, del 7 de julio de 1918 al 20 de enero de 1919.
- República Socialista Soviética de Crimea, de marzo a junio de 1919.
- República Soviética de Alsacia, del 10 de noviembre de 1918 al 28 de junio de 1919.
- República Soviética de Bremen, del 10 de enero al 4 de febrero de 1919.
- República Soviética de Mugán, del 15 de mayo al 25 de junio de 1919.
- República Socialista Soviética de Lituania, del 8 de diciembre de 1918 al 27 de febrero de 1919.
- República Soviética Socialista de Letonia, del 17 de diciembre de 1918 al 13 de enero de 1920.
- República Soviética Socialista de Bielorrusia, del 4 de enero al 27 de febrero de 1919.
- República Soviética Socialista de Besarabia, de 1919 a 1920.
- República Socialista Soviética de Donetsk-Krivoy Rog, del 11 de febrero de 1918 al 17 de febrero de 1919.
- República Soviética Húngara, en Hungría, del 21 de marzo a principios de agosto de 1919.
- República Soviética de Baviera, en Alemania, de abril a mayo de 1919.
- República Soviética Eslovaca, en el sur y este de Eslovaquia, del 16 de junio al 7 de julio de 1919.
- República Soviética Socialista de Galitzia, en la Galitzia centroeuropea, del 8 de julio al 21 de septiembre de 1920.
- República Socialista Soviética Polaca, de julio a agosto de 1920.
- República Socialista Soviética de Persia, en la provincia de Gilán, de junio de 1920 a septiembre de 1921.
- República Popular Soviética de Bujará, de 1920 a 1925.
- República Soviética Socialista de Corasmia, de 1920 a 1925.

### Tras la instauración de la URSS
- Repúblicas de la Unión Soviética

Mapa de la Unión Soviética con las 15 repúblicas existentes en 1991.

- Repúblicas autónomas de la Unión Soviética
- República Soviética de China, en la provincia china de Jiangxi, de 1931 a 1934.